# Campylaspis
Campylaspis är ett släkte av kräftdjur som beskrevs av Georg Ossian Sars 1865. Campylaspis ingår i familjen Nannastacidae.

## Bildgalleri

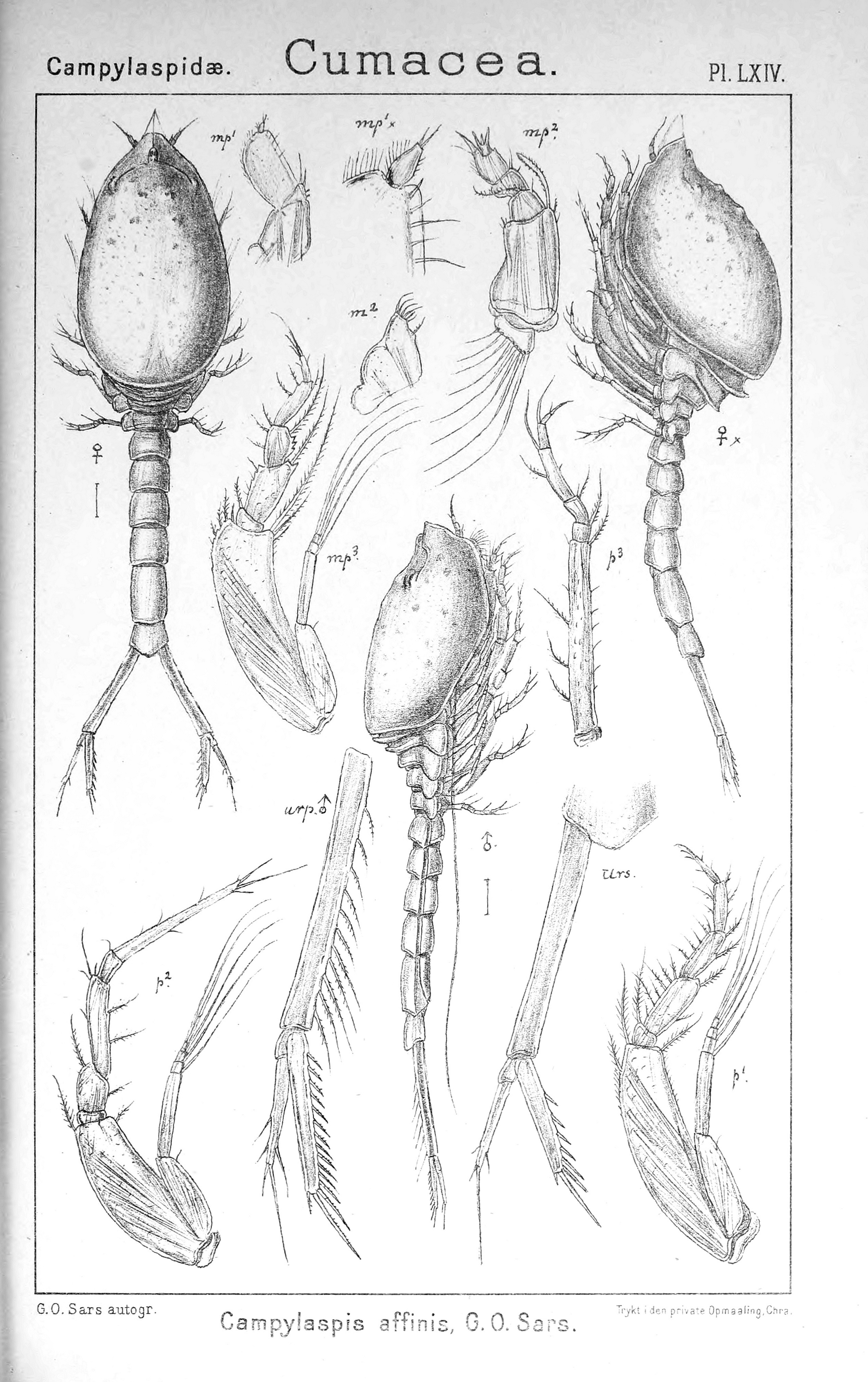
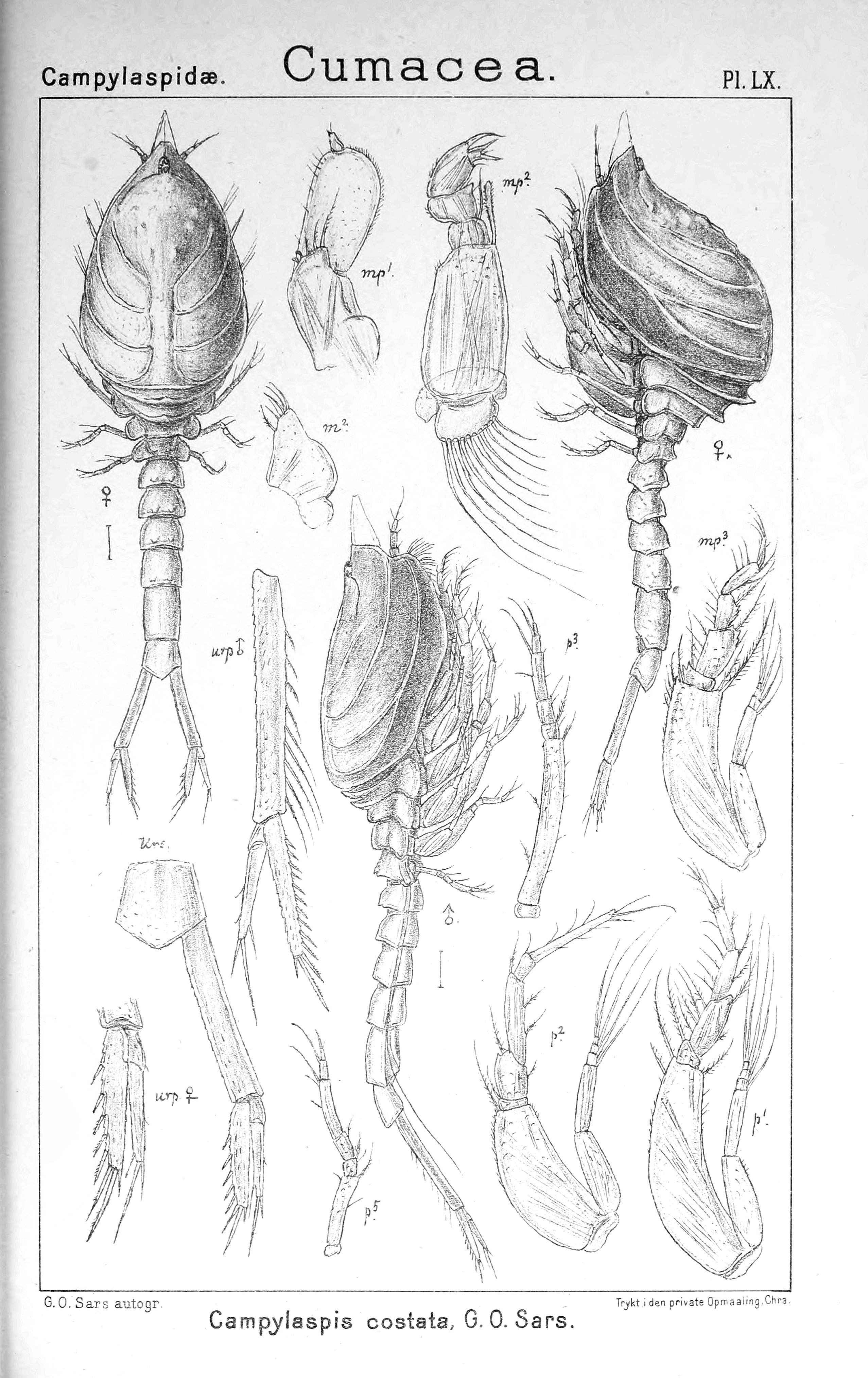
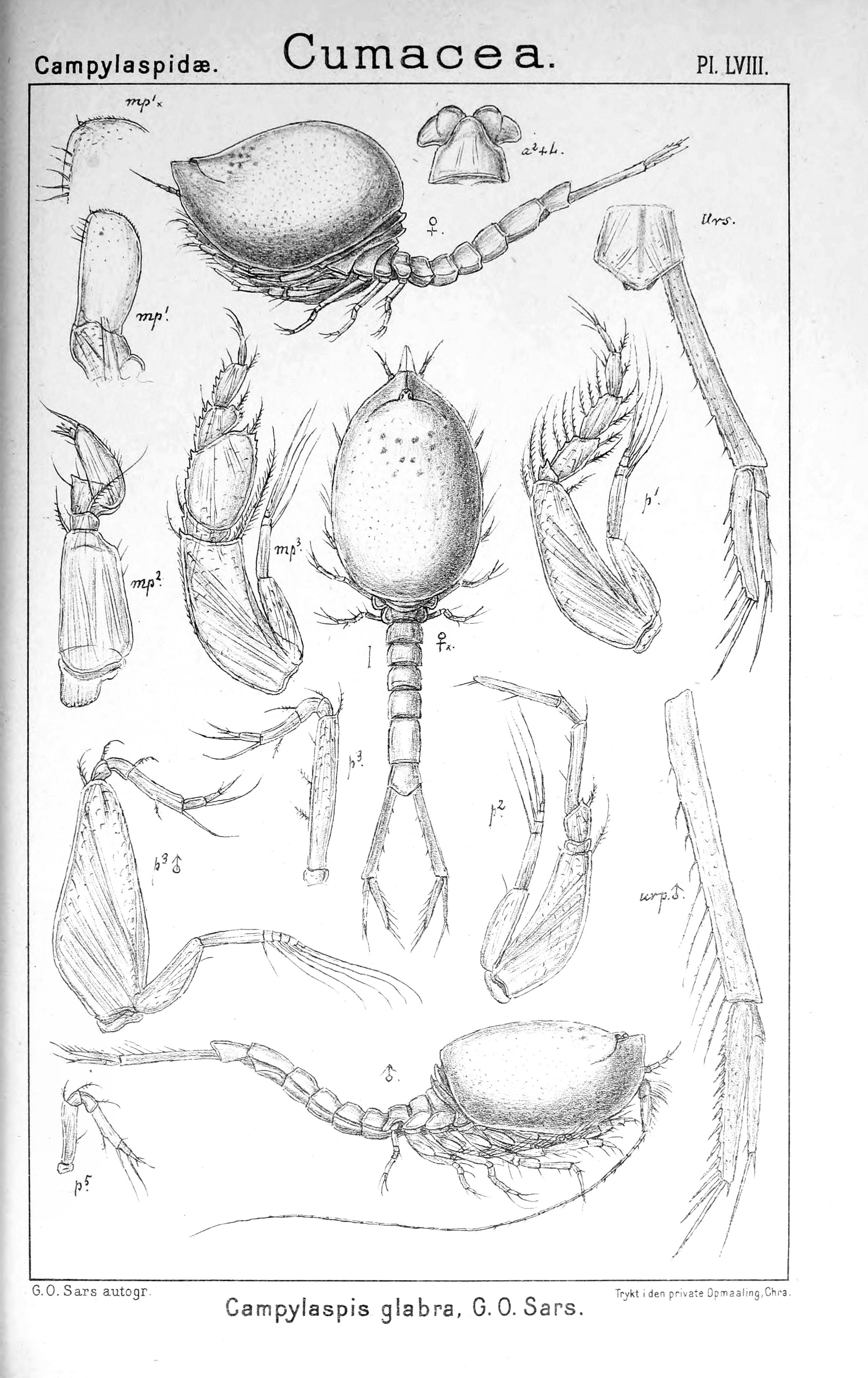
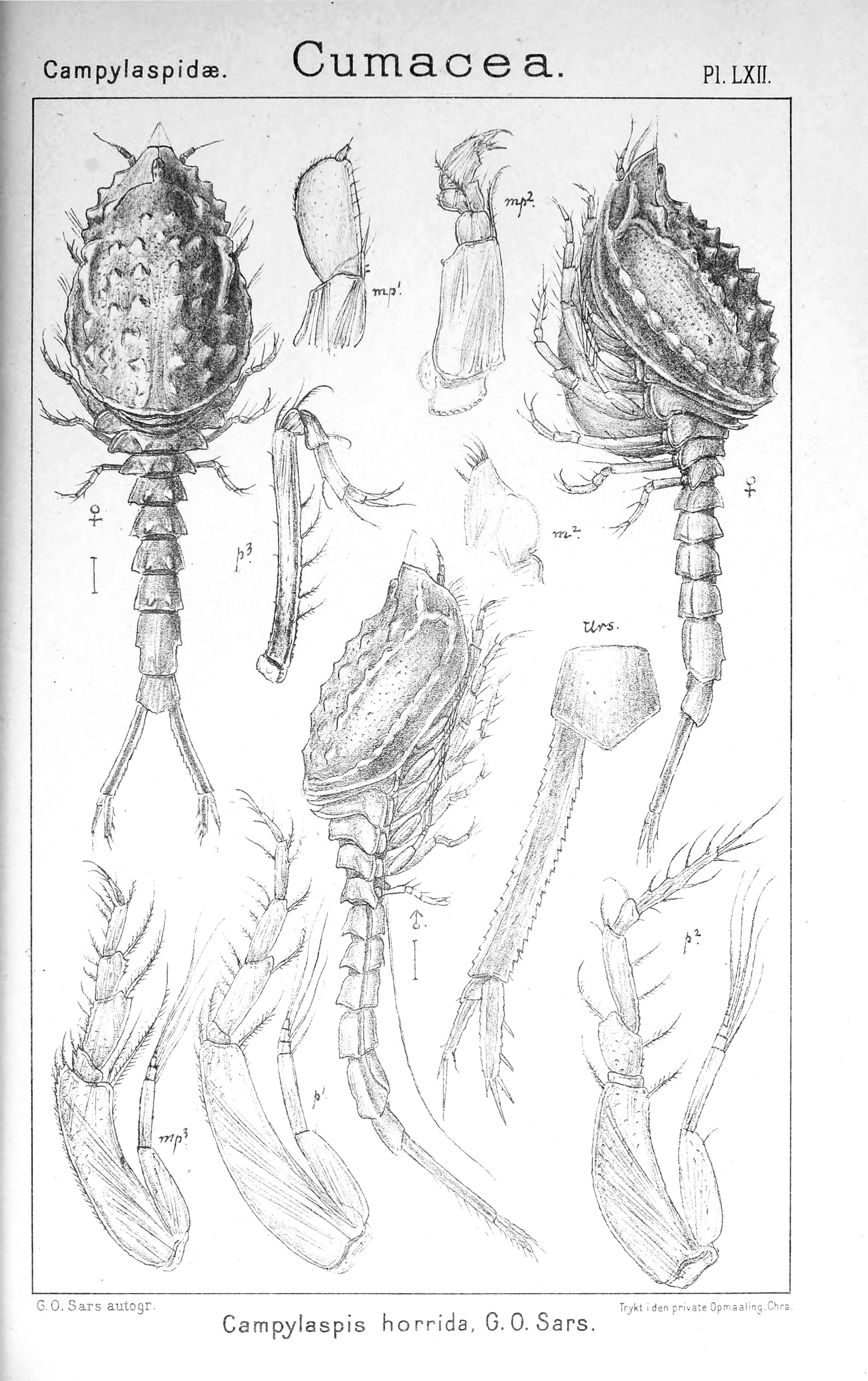
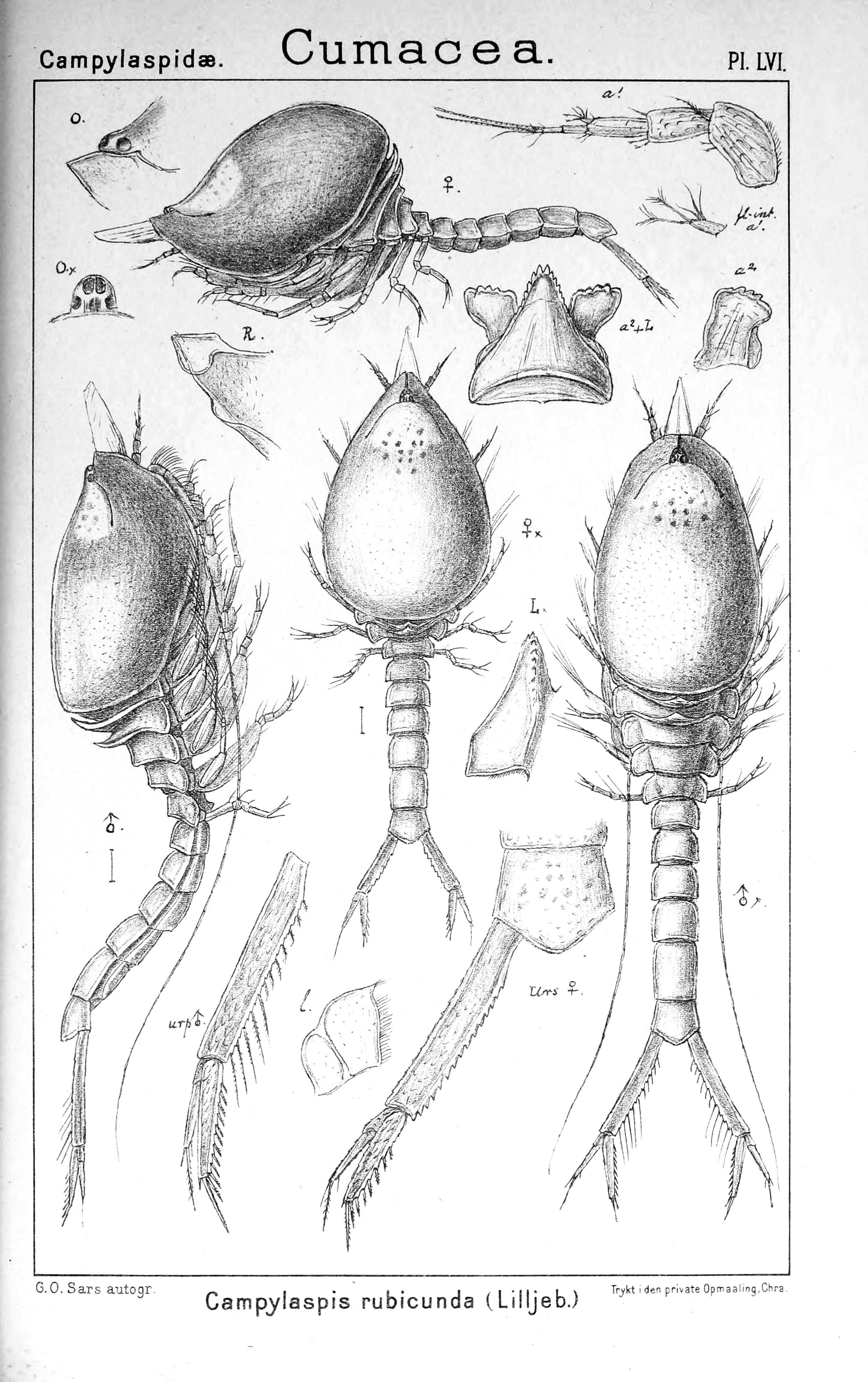
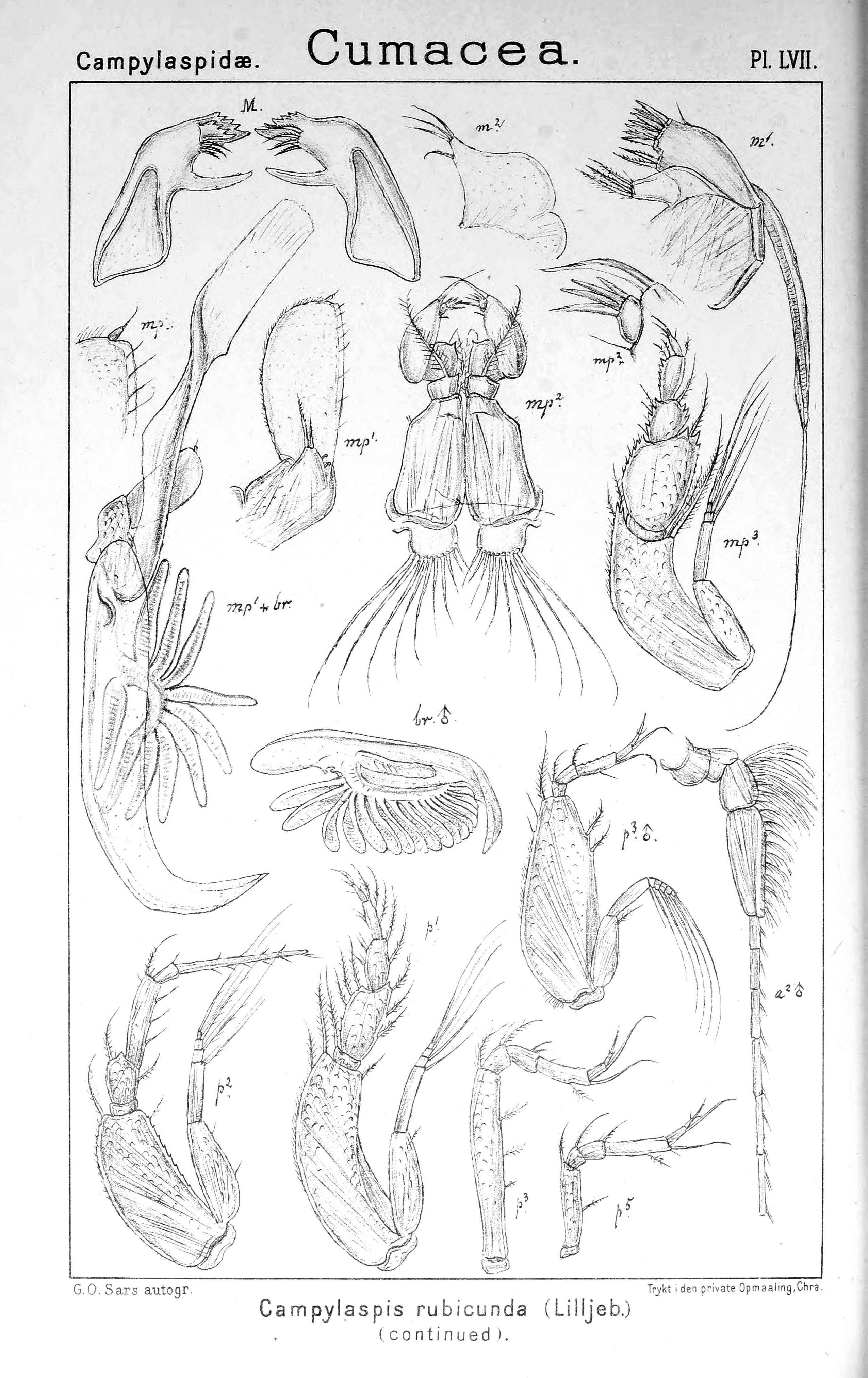

## Dottertaxa tillCampylaspis, i alfabetisk ordning[1][2]
- Campylaspis aculeata
- Campylaspis affinis
- Campylaspis africana
- Campylaspis akabensis
- Campylaspis alba
- Campylaspis alveolata
- Campylaspis amblyoda
- Campylaspis angularis
- Campylaspis antarctica
- Campylaspis antipai
- Campylaspis aperta
- Campylaspis arcuata
- Campylaspis aspera
- Campylaspis aulacoeis
- Campylaspis bacescui
- Campylaspis bicarinata
- Campylaspis biplicata
- Campylaspis blakei
- Campylaspis bonetti
- Campylaspis brasilianus
- Campylaspis brevicornis
- Campylaspis breviramis
- Campylaspis bulbosa
- Campylaspis canaliculata
- Campylaspis caperata
- Campylaspis clavata
- Campylaspis cognata
- Campylaspis costata
- Campylaspis cousteaui
- Campylaspis crispa
- Campylaspis depressa
- Campylaspis echinata
- Campylaspis exarata
- Campylaspis excavata
- Campylaspis frigida
- Campylaspis fusiformis
- Campylaspis gamoi
- Campylaspis glabra
- Campylaspis glebulosa
- Campylaspis globosa
- Campylaspis gloriosae
- Campylaspis granulata
- Campylaspis guttata
- Campylaspis hartae
- Campylaspis heardi
- Campylaspis heterotuberculata
- Campylaspis holthuisi
- Campylaspis horrida
- Campylaspis horridoides
- Campylaspis inornata
- Campylaspis intermedia
- Campylaspis johnstoni
- Campylaspis jonesi
- Campylaspis kiiensis
- Campylaspis laevigata
- Campylaspis laticarpa
- Campylaspis latidactyla
- Campylaspis latipes
- Campylaspis ledoyeri
- Campylaspis legendrei
- Campylaspis macrophthalma
- Campylaspis maculata
- Campylaspis maculinodulosa
- Campylaspis mansa
- Campylaspis mauritanica
- Campylaspis menziesi
- Campylaspis microdentata
- Campylaspis minor
- Campylaspis minuta
- Campylaspis mozambica
- Campylaspis multinodosa
- Campylaspis nitens
- Campylaspis nodulosa
- Campylaspis nuda
- Campylaspis orientalis
- Campylaspis ovalis
- Campylaspis pacifica
- Campylaspis paeneglabra
- Campylaspis papillata
- Campylaspis paucinodosa
- Campylaspis pileus
- Campylaspis pilosa
- Campylaspis platyuropus
- Campylaspis plicata
- Campylaspis porcata
- Campylaspis propinqua
- Campylaspis pseudosquamifera
- Campylaspis pulchella
- Campylaspis pumila
- Campylaspis pustulosa
- Campylaspis quadridentata
- Campylaspis quadriplicata
- Campylaspis redacta
- Campylaspis reticulata
- Campylaspis roscida
- Campylaspis rostellata
- Campylaspis rostrata
- Campylaspis rubicunda
- Campylaspis rubromaculata
- Campylaspis rufa
- Campylaspis rupta
- Campylaspis sagamiensis
- Campylaspis scuta
- Campylaspis selvakumarani
- Campylaspis serratipes
- Campylaspis similis
- Campylaspis sinuosa
- Campylaspis spinosa
- Campylaspis squamifera
- Campylaspis stephenseni
- Campylaspis sticta
- Campylaspis striata
- Campylaspis submersa
- Campylaspis sulcata
- Campylaspis thetidis
- Campylaspis thompsoni
- Campylaspis triplicata
- Campylaspis tuberculata
- Campylaspis tubulata
- Campylaspis tumulifera
- Campylaspis umbensis
- Campylaspis undata
- Campylaspis uniplicata
- Campylaspis unisulcata
- Campylaspis urodentata
- Campylaspis valida
- Campylaspis valleculata
- Campylaspis wardi
- Campylaspis vemae
- Campylaspis verrucosa
- Campylaspis vitrea